# Louis de Bernage
Louis de Bernage († 6. Mai 1675 in Grasse) war ein französischer Bischof.

## Leben
Louis de Bernage, dessen Geburtsjahr und Geburtsort nicht bekannt sind, war am Hof von Ludwig XIII. und Ludwig XIV. als königlicher Rat (conseiller du Roi) und Almosenier (schließlich Oberalmosenier) des Königs eine Persönlichkeit von Rang. Der König machte ihn zum Kommendatarabt der Abtei Clairfay und ernannte ihn am 23. November 1653 zum Bischof von Grasse. Die Bischofsweihe nahm am 25. Januar 1654 Erzbischof Georges d’Aubusson de La Feuillade von Embrun vor. Er starb 1675. Sein segenreiches Wirken ist erforscht.